# Ptolemaios IX.

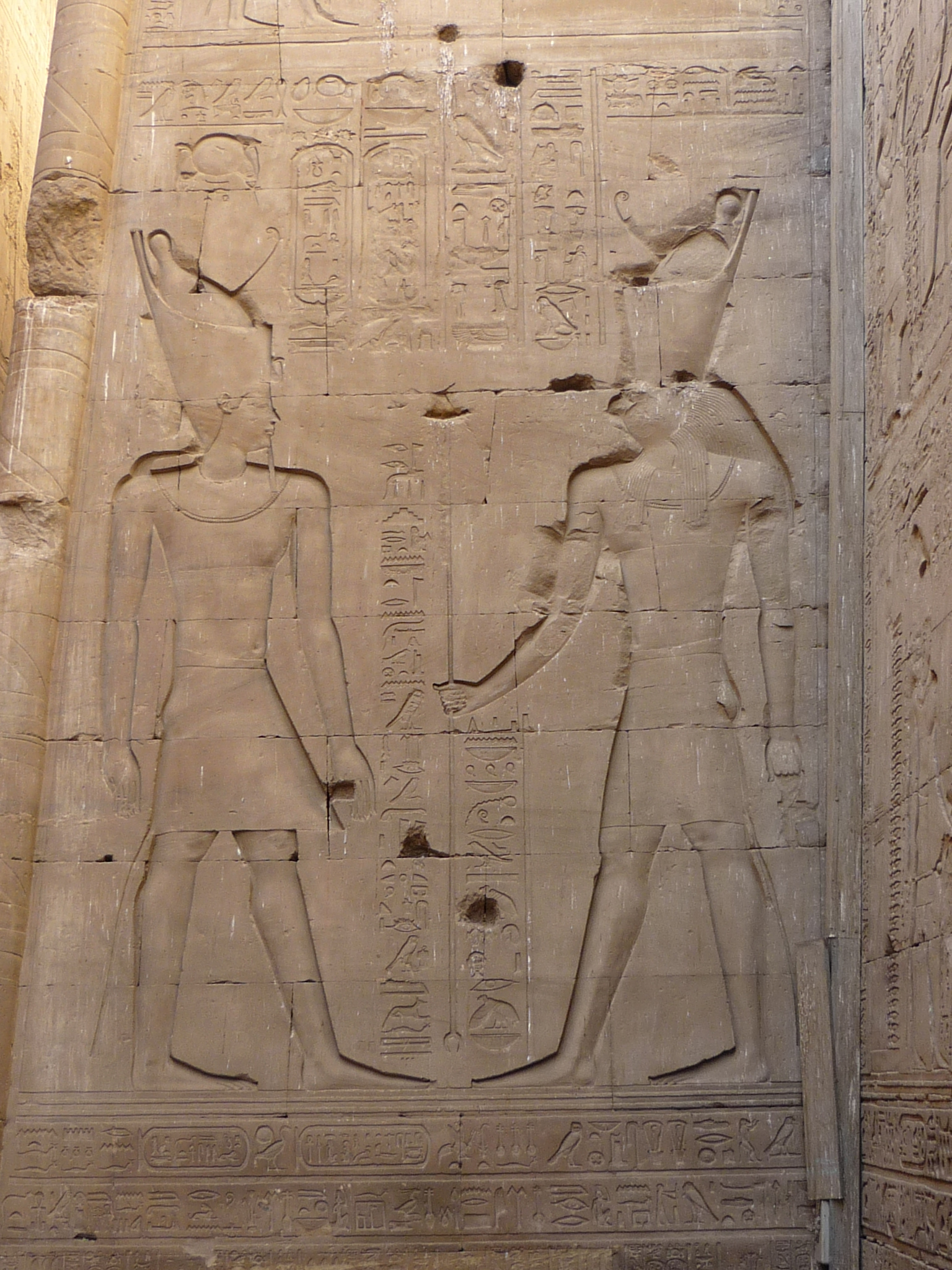
Ptolemaios IX., Relief am Tempel von Edfu

Ptolemaios IX. Philometor Soter II. (altgriechisch Πτολεμαῖος Φιλομήτωρ Σωτήρ Ptolemaíos Philomḗtōr Sōtḗr; * wohl 143 oder 142 v. Chr.; † etwa im Dezember 81 v. Chr.), weitere Beinamen Lathyros (Λάθυρος Láthyros, deutsch ‚Kichererbse‘) und vielleicht auch Physkon (Φύσκων Phýskōn, deutsch ‚Fettwanst‘), stammte aus der Dynastie der Ptolemäer. Nach dem Tod seines Vaters Ptolemaios VIII. Euergetes II. war er zunächst gemeinsam mit seiner Mutter Kleopatra III. ab 116 v. Chr. Pharao (König) von Ägypten. Seine Mutter verdrängte ihn 107 v. Chr. zugunsten ihres jüngeren Sohnes Ptolemaios X. Alexander I. aus der Regierung. Er konnte sich 105 v. Chr. als Herrscher Zyperns etablieren und war dann erneut von 88 v. Chr. bis zu seinem Tod 81 oder 80 v. Chr. König Ägyptens.

## Leben

### Abstammung und Jugend
Ptolemaios IX. war der älteste Sohn des ägyptischen Königs Ptolemaios VIII. und von dessen Nichte Kleopatra III. Mehrere antike Quellen heben seine Erstgeburt hervor. Laut seinem Horusnamen erfolgte seine Geburt gleichzeitig mit jener eines am 18. Februar 142 v. Chr. zur Welt gekommenen Apis-Stiers. Zwar muss Ptolemaios IX. nicht notwendigerweise am gleichen Tag wie der Apis geboren worden sein, aber viele Althistoriker wie Chris Bennett und Hans Volkmann nehmen gemäß der erwähnten hieroglyphischen Titulatur zumindest das gleiche Geburtsjahr an, so dass sie Ptolemaios’ Geburt auf 143/142 v. Chr. ansetzen. Da aber die Heirat von Ptolemaios VIII. und Kleopatra wohl erst 141/140 v. Chr. erfolgte, vertritt u. a. Günther Hölbl die Meinung, dass Ptolemaios IX. erst 140/139 v. Chr. zur Welt kam.
Für das Jahr 135/134 v. Chr. wurde Ptolemaios IX. das hohe kultische Amt des Alexanderpriesters übertragen. Nachdem Ptolemaios VIII. 130 v. Chr. seinen Sohn von seiner Schwestergemahlin Kleopatra II., Ptolemaios Memphites, hatte hinrichten lassen, rückte Ptolemaios IX. zum Thronfolger auf. Kurz vor dem Tod seines Vaters, etwa 117 v. Chr., wurde Ptolemaios IX. auf Betreiben seiner Mutter als Statthalter nach Zypern geschickt. Kleopatra III. bevorzugte nämlich ihren jüngeren Sohn Ptolemaios X. und wollte ihn nach dem absehbaren Tod Ptolemaios’ VIII. zu ihrem Mitherrscher erheben; und für diesen Zweck war es dienlich, dass Ptolemaios IX. fern von Alexandria weilte.

### Erste Regierungszeit in Ägypten
Als Ptolemaios VIII. im Juni 116 v. Chr. starb, sollte es Kleopatra III. laut seinem testamentarischen Willen freistehen, denjenigen ihrer beiden Söhne, den sie bevorzuge, zum Mitregenten zu ernennen. Allerdings musste sie aufgrund des Drucks der Heeresversammlung und der Alexandriner akzeptieren, dass Ptolemaios IX. den ägyptischen Thron bestieg und zusammen mit ihr regierte. Auch die bereits etwa 70-jährige Kleopatra II. nahm kurzzeitig an der Samtherrschaft ihrer Tochter Kleopatra III. und ihres Enkels Ptolemaios IX. teil, da ein im Oktober 116 v. Chr. in der Thebais ausgestelltes Papyrus nach diesem Herrschertrio datiert. Bald darauf, wohl vor dem März 115 v. Chr., starb Kleopatra und wird nicht mehr in den erhaltenen Papyri erwähnt.
Vom Beginn seiner Regierung an war Ptolemaios IX. bemüht, sich als religiöser Exponent Ägyptens zu profilieren und hatte daher fast jedes Jahr in der Zeitspanne von 116–107 v. Chr. das Amt des Alexanderpriesters inne. Nur für das siebte Regierungsjahr 111/110 v. Chr. ist bisher kein dokumentarischer Nachweis entdeckt worden. In seiner Eigenschaft als Alexanderpriester versah Ptolemaios IX. den dynastischen Kult der Theoi Philometeres Soteres, in den neben seiner Mutter auch er selbst eingeschlossen war. Kleopatra III. nahm aber in der Regierung die führende Rolle ein, wurde daher in den Urkunden vor ihrem Sohn genannt und ließ den der politischen Propaganda dienenden Ptolemäerkult durch die Einrichtung dreier neuer, für ihre Verehrung bestimmte Priesterinnenämter in erster Linie auf ihre Person ausrichten.
Im August 115 v. Chr. reiste Ptolemaios IX., wohl in Begleitung seiner Mutter, in den Süden Ägyptens. Wahrscheinlich sollte durch diesen Akt die Stabilität der Regierung demonstriert werden. Der König richtete sein Augenmerk vor allem auf die dort ansässigen, politisch bedeutenden Priesterschaften. So nahm er an einem auf Elephantine veranstalteten religiösen Nil-Fest teil und erfüllte hierdurch seine geistlichen Pflichten als Pharao. Anlass für die Zeremonie war, dass die Wasser des Nils eine für die Landwirtschaft passende Fluthöhe erreicht hatten. Ptolemaios IX. gewährte auch den dortigen Priestern des Gottes Chnum diverse Vorrechte. Er besuchte wohl auch Philai; jedenfalls bestätigte er den auf dieser Nil-Insel angesiedelten Priestern der Göttin Isis bereits früher verliehene Privilegien, die sich auf das Gebiet der Dodekaschoinos bezogen. Die Reise führte den König bis an die Grenze zu Äthiopien. Die für seinen Besuch Südägyptens ausgefertigten Urkunden sowie weitere Dokumente wurden auch auf einer damals erbauten Gedenkstele festgehalten.
In erster Ehe war Ptolemaios IX. mit seiner Schwester Kleopatra IV. verheiratet, zu der er ein inniges Verhältnis hatte. Seine Mutter setzte 115 v. Chr. durch, dass er sich von Kleopatra IV. scheiden lassen musste, woraufhin er eine zweite Ehe mit seiner jüngeren Schwester Kleopatra Selene einging. Kleopatra III. stand offenbar zu ihrem Sohn in einer gespannten Beziehung, doch ist nicht sicher belegbar, dass sie ihn – wie von manchen Althistorikern angenommen – bereits vor dem endgültigen Bruch 107 v. Chr. zeitweilig von der Herrschaft ausschloss.
In einem von Kleopatra III. und Ptolemaios IX. 114 v. Chr. erlassenen Prostagma erhielt der Finanzminister (Dioiketes) Eirenaios die Oberaufsicht über alle Prozesse, in die Vertreter des Fiskus involviert waren. Im Frühjahr 112 v. Chr. kam der römische Senator Lucius Memmius, der damals vielleicht Prätor war, nach Ägypten. Auf Anweisung der von Ptolemaios IX. und seiner Mutter angeführten Zentralregierung in Alexandria erhielt er bei seinen Besuchen der Sehenswürdigkeiten des Landes überall ehrenvolle Aufnahme. Vielleicht stand der Anlass seiner Reise im Zusammenhang mit dem bevorstehenden Krieg gegen Jugurtha. Außerdem unterhielt Ptolemaios IX. freundschaftliche Beziehungen zu Athen und erwies dessen Einwohnern viele Wohltaten; so machte er u. a. 111/110 v. Chr. eine Stiftung für das Gymnasion des athenischen Delos. Im Gegenzug errichteten die Athener beim Eingang des Odeion Standbilder von ihm und seiner Tochter Kleopatra Berenike III.
Nach einigen Jahren leidlicher Zusammenarbeit von Kleopatra III. und Ptolemaios IX. in der Regierungspolitik scheinen zunehmende Spannungen zwischen Mutter und Sohn aufgetreten zu sein, welche die Forschung aus dem lückenhaften Quellenmaterial zu belegen versucht. So wurde Ptolemaios IX. offenbar im Herbst 112 v. Chr. vorübergehend in offiziellen Urkunden weder als Alexanderpriester noch als Mitglied der vergöttlichten Ptolemäer erwähnt; zumindest ist dies in einer erhaltenen, aus dem Oktober/November 112 v. Chr. stammenden Inschrift der Fall. Die Funktion des Alexanderpriesters übte damals Artemidoros, der Sohn des Sotion, aus. Bereits in einem auf den 4. Dezember 112 v. Chr. datierten Dokument wird Ptolemaios IX. aber wieder als ein in den ptolemäischen Reichskult eingeschlossenes Mitglied erwähnt. Um 109/108 v. Chr. unterstützte Ptolemaios IX. gegen den Willen seiner Mutter Antiochos IX. Kyzikenos durch die Zusendung eines Hilfskontingents von 6000 Soldaten, als der Seleukidenherrscher gegen die Juden unter dem Hasmonäer Johannes Hyrkanos I. kämpfte. Offenbar missbilligte er die projüdische Haltung seiner Mutter, mit der er wegen der Militärhilfe für Antiochos IX. ein schweres Zerwürfnis hatte.
Die deutschen Althistoriker Walter Otto und Hermann Bengtson vermuten einen weiteren zeitweiligen Konflikt zwischen Ptolemaios IX. und Kleopatra III. für das Frühjahr 108 v. Chr. Kurz nach dem 10. März 108 v. Chr. scheinen sich Ptolemaios IX. und seine Schwestergemahlin Kleopatra Selene wegen Spannungen mit ihrer Mutter für etwas mehr als zwei Monate in die Kyrenaika zurückgezogen zu haben. Ein Beleg hierfür wäre ein Dekret von Kyrene, das laut Otto und Bengtson vom 10. Mai 108 v. Chr. datiert ist, doch ist diese zeitliche Fixierung umstritten. Falls die Datierung auf 108 v. Chr. korrekt ist, so herrschten Ptolemaios IX. und seine Gattin damals nur in der Kyrenaika. Aufgrund eines Bürgerkriegs kam es demnach in dem Land zu Unruhen. Mehrere adlige Einwohner Kyrenes waren angeklagt, und sie sollten auf Befehl des Königs von ordentlichen Gerichten abgeurteilt, aber keine eigenmächtigen Personalexekutionen gegen sie und ihr Gesinde durchgeführt werden. Ziel war die Rückkehr zu einem Friedenszustand sowie die Gewährung einer teilweisen Amnestie. Die Kyrenaier dankten dem König, indem sie für ihn, seine Schwestergemahlin und seinen Sohn kultische Ehren dekretierten. Sollte im Frühjahr 108 v. Chr. tatsächlich ein Bruch zwischen Ptolemaios IX. und seiner Mutter aufgetreten sein, war er jedenfalls nicht endgültig, denn bereits am 28. Mai 108 v. Chr. datierte ein Schreiber in einem Papyrus wieder nach ihnen. Dies deutet darauf hin, dass die Mutter und ihr Sohn die gemeinsame Herrschaft zu diesem Zeitpunkt wieder aufgenommen hatten.

### Vertreibung aus Ägypten; Erringung der Herrschaft über Zypern
Etwa im Oktober 107 v. Chr. vertrieb Kleopatra III. Ptolemaios IX. aus Alexandria und nahm ihren jüngeren Sohn Ptolemaios X. zum Mitregenten an. Ptolemaios IX. musste die Flucht ergreifen, ohne seine Gattin Kleopatra Selene und seine Kinder mitnehmen zu können, die in Ägypten zurückblieben. Für die Zeitbestimmung dieser Vertreibung ist entscheidend, dass in einer vom 23. Oktober 107 v. Chr. stammenden ägyptischen Urkunde noch nach Ptolemaios IX. und seiner Mutter datiert wurde, in einer weiteren vom 30. Oktober 107 v. Chr. jedoch nach Kleopatra III. und Ptolemaios X. Nach der von Pausanias und Iustinus überlieferten Version habe Kleopatra III. die Alexandriner erfolgreich gegen ihren offenbar immer selbstbewusster agierenden älteren Sohn aufgewiegelt. Zu diesem Zweck habe sie ihr treu ergebene Eunuchen ihres Hofstaates, die sich selbst verletzt hätten, vorführen lassen, und sie habe daraufhin öffentlich verkündet, dass diese Eunuchen bei einem von Ptolemaios IX. auf sie verübten Attentat diese Verwundungen davongetragen hätten. Dagegen wird in einem erhaltenen Fragment des Neuplatonikers Porphyrios in einem für Kleopatra III. günstigeren Sinn berichtet, Ptolemaios IX. habe in seinem zehnten Regierungsjahr Vertraute seiner Eltern umgebracht und sei zu Recht von seiner Mutter aufgrund seiner Gewalttätigkeit verjagt worden. Der Althistoriker Werner Huß präferiert die erstere Version.
Ptolemaios IX. ließ sich zunächst in Zypern nieder. Seine Mutter sandte Truppen gegen ihn aus, so dass er sich auch auf Zypern nicht halten konnte, sondern ins Seleukidenreich nach Seleukeia Pieria auswich. Diese Stadt unterstand wohl damals dem mit Ptolemaios IX. verbündeten Antiochos IX. Hier plante einer seiner Philoi („Freunde“) auf Anstiften Kleopatras III., ein Attentat auf ihn zu verüben, konnte aber ergriffen und bestraft werden. 107/106 v. Chr. hatte Helenos, ein Vertrauter Kleopatras III., die Stellung des Statthalters von Zypern inne. Kleopatra III. ließ jenen Strategen hinrichten, der mit der Militärexpedition gegen ihren Sohn betraut worden war; denn obwohl er die Eroberung Zyperns zuwege gebracht hatte, wurde ihm zum Vorwurf gemacht, dass Ptolemaios IX. die Flucht gelungen war. Bereits 106/105 v. Chr. vermochte sich Ptolemaios IX. wieder in den Besitz Zyperns zu setzen und dort dauerhaft als unabhängiger Souverän gegen erneute von seiner Mutter befohlene Angriffe gegen die Insel zu behaupten. Dabei kam ihm zugute, dass mehrere von Kleopatra III. entsandte Feldherren auf seine Seite wechselten. Es sind indessen nur wenige Tetradrachmen bekannt, die Ptolemaios IX. in den zyprischen Münzstätten von Paphos und Salamis prägen ließ.

### Kriegerischer Konflikt mit Kleopatra III. in Syrien
Von 103-102 v. Chr. kam es auf seleukidischem Boden zu einer militärischen Konfrontation zwischen Ptolemaios IX. und seiner Mutter Kleopatra III., die von ihrem jüngeren Sohn Ptolemaios X. unterstützt wurde. Die miteinander verfeindeten Brüder Antiochos VIII. Grypos und Antiochos IX. Kyzikenos waren durch ihren Streit nicht in der Lage, in diesem auf ihrem Territorium ausgetragenen Konflikt wesentlich einzugreifen.
Auslöser des Konflikts war der jüdische König Alexander Iannaios, der Anfang 103 v. Chr. an die Eroberung der Küstenstadt Ptolemaïs (heute Akko) schritt, um sich einen geeigneten Zugang zum Meer zu verschaffen. Die Einwohner der belagerten Stadt ersuchten Ptolemaios IX. um Militärhilfe und versprachen, dass er bei diesem Kampf Unterstützung von Zoilos, dem Herrn von Stratonos Pyrgos und Dora, sowie von Gaza und weiteren syrischen Städten erhalten werde. Ptolemaios IX. machte sich mit 30.000 Soldaten von Zypern aus auf den Weg, erfuhr aber unterwegs, dass die Bürger von Ptolemaïs seine Hilfe gegen den Judenkönig nun doch nicht in Anspruch nehmen wollten. Zu ihrem Meinungsumschwung hatte u. a. die Angst vor einem Racheakt Kleopatras III. beigetragen. Doch Ptolemaios IX. kehrte nicht um, sondern landete bei Sykaminos am Karmel-Vorgebirge. Als er sich mit seinen Truppen Ptolemaïs näherte, wurden seine Gesandten nicht in die Stadt eingelassen.
Alexander Iannaios, der Ptolemaïs weiterhin belagerte, verheerte auch die Territorien von Dora, Stratonos Pyrgos und Gaza. Als daher die Einwohner Gazas und Zoilos ein Hilfsgesuch an Ptolemaios IX. richteten, fürchtete der jüdische König die Bildung dieses militärischen Bündnisses gegen ihn. Er hob die Belagerung von Ptolemaïs auf und schlug Ptolemaios IX. zum Schein ein Bündnis vor. Ferner sicherte er die Zahlung von 400 Talenten Silber zu, wenn Ptolemaios IX. den Zoilos beseitigen ließe und ihm das von diesem beherrschte Gebiet abtrete. Insgeheim bat Iannaios aber Kleopatra III. durch Boten um ihre Intervention in diesem Konflikt.
Ptolemaios IX. ging zunächst gern auf das Bündnisangebot ein. Nachdem er das Täuschungsmanöver gemerkt hatte, ordnete er an, dass ein Kontingent seines Heeres Ptolemaïs belagern solle. Er selbst zog mit dem Großteil seiner Armee gegen Judäa, nahm unterwegs die in Galiläa gelegene Stadt Asochis ein und schlug Iannaios, der angeblich über 50.000 oder sogar 80.000 Soldaten gebot, entscheidend bei Asophon am Jordan. Nach dem vielleicht auf Timagenes zurückgehenden Kriegsbericht des jüdischen Historikers Flavius Josephus trug die vom Strategen Philostephanos während des Kampfverlaufs angewandte kluge Taktik entscheidend zu Ptolemaios’ Sieg bei. In der Folge gelang Ptolemaios IX. auch die Einnahme von Ptolemaïs, sodass er nun unangefochten das Land beherrschte und einen Angriff auf Ägypten planen konnte.
Kleopatra III. war nun gezwungen, rasch einzugreifen. Sie entschied sich, in Koilesyrien militärisch gegen ihren älteren Sohn vorzugehen und ernannte die jüdischen Feldherren Ananias und Chelkias zu den Oberkommandierenden ihrer Streitkräfte. Ihr jüngerer Sohn Ptolemaios X. segelte mit einem Geschwader im Spätsommer 103 v. Chr. nach Phönizien, um die dortigen Häfen zu erobern, während Kleopatra III. mit ihrem Hauptheer auf dem Landweg gegen Ptolemaïs marschierte, wo die Flotte Ptolemaios’ X. zu ihr stoßen sollte. Da die Besatzung Ptolemaios’ IX. nicht die Stadttore öffnete, ließen Kleopatras jüdische Heerführer Ptolemaïs ab etwa September 103 v. Chr. belagern.
Ptolemaios IX. hielt nun Ägypten von den meisten Truppen entblößt und damit leicht zu erobern; daher zog er im Herbst 103 v. Chr. gegen die Grenzfestung Pelusion. Es scheint ihm aber nur ein Einfall bis ins östliche Nil-Delta gelungen zu sein, da er von einem auf Befehl Kleopatras III. nach Ägypten zurückgekehrten Truppenkontingent wieder vertrieben wurde. Daraufhin überwinterte er in Gaza. Anfang 102 v. Chr. befand sich Ptolemaios X. bei der in Pelusion stationierten Armee und schützte mit ihr die dortige ägyptische Grenze. Ptolemaios IX. riskierte keine neue Attacke, sondern zog sich nach Zypern zurück.

### Zweite Regierungszeit in Ägypten; Tod
Um 95 v. Chr. oder etwas später mischte sich Ptolemaios IX. wieder in die Thronkonflikte im Seleukidenreich ein, doch sind seine Beweggründe hierfür nicht bekannt. Er ließ Demetrios III. Eukairos aus dessen Exil in Knidos holen und in Damaskus als König inthronisieren. Gemeinsam mit seinem Bruder Philipp I. Philadelphos, der sich bereits das Diadem umgebunden hatte, bekämpfte Demetrios III. nun erfolgreich den seleukidischen Thronkonkurrenten Antiochos X. Eusebes.
Erst 88 v. Chr. konnte Ptolemaios IX. endgültig nach Ägypten zurückkehren. Damals wurde er von den Alexandrinern zurückgerufen, nachdem sie gemeinsam mit dem Militär gegen Ptolemaios X. aufgrund von dessen projüdischer Politik revoltiert und diesen zur Flucht gezwungen hatten. Bevor Ptolemaios IX. sich nach Ägypten begab, suchte er seine Kontrolle über Zypern durch eine entsprechende Anweisung an seinen Admiral Chaireas möglichst abzusichern. Vor dem 14. September 88 v. Chr. kam er wieder in Alexandria an und bestieg zum zweiten Mal den ägyptischen Thron. Diese zweite Machtergreifung des Ptolemaios IX. in dem Nilland wird von einer großen Bauinschrift in Edfu und einer Marmorchronik ausdrücklich betont. Da sein Bruder bald darauf beim Angriff auf Zypern während eines Seegefechts fiel, blieb seine Herrschaft in Ägypten nun unangefochten.
In Oberägypten kam es aber zu einem gefährlichen Aufstand. Zwar hatte die bedeutende oberägyptische Stadt Theben Ptolemaios X. die militärische Gefolgschaft verweigert, wollte sich aber auch Ptolemaios IX. nicht unterordnen. Alte Rivalitäten bewirkten indessen, dass verschiedene oberägyptische Städte unterschiedliche Haltungen gegenüber der ptolemäischen Zentralregierung einnahmen. So ist aus einer auf den 28. März 88 v. Chr. datierten Urkunde zu ersehen, dass die etwa 40 km südlich von Theben gelegene Stadt Pathyris zu diesem Zeitpunkt Ptolemaios X. unterstützte, aber Gefahr lief, für diesen verlorenzugehen. Der Epistratege Platon, der sich auf dem Weg nach Pathyris befand, hielt damals ebenfalls noch zu Ptolemaios X., wechselte aber bald darauf auf die Seite von dessen älteren Bruder. Er teilte den Priestern und Einwohnern des weiterhin bedrohten Pathyris mit, dass sie durchhalten sollten und Belohnungen erhalten würden. In einem weiteren Schreiben vom 1. November 88 v. Chr. ermutigte er sie wiederum durch die Information, dass Ptolemaios IX. nach Memphis vorgedrungen sei und dem Feldherrn Hierax den Befehl erteilt habe, mit einer starken Armee die Thebais zu unterwerfen. Falls Ptolemaios IX. das Sed-Fest feierte, bei dem die Kräfte des Königs rituell erneuert wurden, dann ließ er sich durch den Hohenpriester des Ptah, Petobastis III., etwa im Oktober oder November 88 v. Chr. in Memphis zum zweiten Mal krönen. Die Einwohner Thebens leisteten ihm noch länger hartnäckigen Widerstand; Ptolemaios IX. konnte die Stadt erst im dritten Jahr ihrer Revolte, wohl 86/85 v. Chr., in seine Gewalt bringen. In der Folge ließ er die Stadt mit grausamer Härte verwüsten. Ein Teil Unternubiens dürfte aber seiner Herrschaft entglitten sein.
Im Winter 87/86 v. Chr. traf Lucius Licinius Lucullus in Alexandria ein. Dieser römische Feldherr diente als Quästor Sullas in dessen Kampf gegen Mithridates VI. und forderte von Ptolemaios IX. die Stellung von Schiffen für den Seekrieg gegen den pontischen König. So kam Ptolemaios X. in Verlegenheit, denn er durfte einerseits Rom nicht vergrämen, wusste aber auch um die Gefährlichkeit von Mithridates Bescheid, der zudem mehrere junge ptolemäische Prinzen in seiner Gewalt hatte. Außerdem war damals noch keineswegs sicher, dass sich Sulla im innenpolitischen Kampf gegen seine römischen Kontrahenten durchsetzen konnte. Daher gab der Ptolemäerkönig zwar Lucullus in Alexandria einen prächtigen Empfang, beherbergte ihn in seinem Palast und ließ ihn bewirten, lehnte aber die Unterstützung des Römers durch ägyptische Schiffe ab. Immerhin beschenkte er Lucullus reich und gab ihm ptolemäisches Schiffsgeleit bis Zypern.
In seinen letzten Jahren regierte Ptolemaios IX. in relativer Ruhe. Nach seiner erzwungenen Trennung von seinen Schwestergemahlinnen Kleopatra IV. und Kleopatra Selene ging er keine neue Ehe ein. Daher wird er auch in den damaligen ptolemäischen Dokumenten allein als Herrscher erwähnt. Von seinen bisherigen Kultnamen Theos Philometor Soter (= „Mutterliebender Retter-Gott“) legte er jenen an seine Mutter erinnernden ab, um deren Andenken zurückzudrängen, und behielt nur den Kultnamen Soter bei. Auch sein Bruder Ptolemaios X. verfiel einer damnatio memoriae, indem er u. a. nicht mehr im Titel des Alexanderpriesters genannt wurde. Ptolemaios IX. starb wohl etwa im Dezember 81 v. Chr., jedoch spätestens im März 80 v. Chr. Seine letzte sichere Erwähnung findet sich in der Inschrift einer demotischen Stele von Memphis und datiert vom 2. Dezember 81 v. Chr. Seine Tochter Kleopatra Berenike III., die bald nach dem Tod ihres Onkels und Gemahls Ptolemaios X. noch Ägypten zurückgekehrt war und wohl zuletzt als Mitregentin ihres Vaters fungiert hatte, folgte ihm auf den Thron.

## Nachkommen
Außer seiner Tochter Kleopatra Berenike III. hatte Ptolemaios IX. zwei Söhne, Ptolemaios XII. und Ptolemaios von Zypern, die Könige von Ägypten bzw. von Zypern werden sollten. Mit welcher Frau bzw. Frauen Ptolemaios IX. seine Kinder zeugte, ist nicht überliefert. In der Altertumswissenschaft herrschen dazu unterschiedliche Meinungen vor. In Erwägung gezogen werden seine beiden Gattinnen Kleopatra IV. und Kleopatra Selene sowie eine unbekannte, vornehme Ägypterin, die ein Mitglied der Hohenpriester-Familie von Memphis gewesen sein könnte. Günther Hölbl und Werner Huß betrachten Kleopatra IV. als Mutter der Kleopatra Berenike III., dagegen die erwähnte adlige Ägypterin als wahrscheinliche Mutter von Ptolemaios XII. und dessen Bruder, Chris Bennett ist hingegen der Ansicht, dass Ptolemaios IX. mit seiner ersten Gattin Kleopatra IV. die Söhne Ptolemaios XII. und Ptolemaios von Zypern, sowie mit seiner zweiten Gemahlin Kleopatra Selene die Tochter Kleopatra Berenike III. bekommen habe. Lloyd Llewellyn-Jones vertritt aufgrund der Behauptung des Pausanias, Kleopatra Berenike III. sei das einzige legitime Kind Ptolemaios’ IX. gewesen, die Ansicht, dass nur Kleopatra IV. oder Kleopatra Selene als deren Mutter infrage kämen, ohne sich für eine dieser beiden Schwestern definitiv zu entscheiden.